# 历代帝王庙
历代帝王庙位于北京市西城区阜成门内大街131号，是明朝、清朝皇家祭祀三皇五帝和历代賢明帝王的场所。
祭祀的188位历代帝王从中国460多位帝王中择优而来，包含汉、女真、蒙古等民族的帝王，乾隆对此帝王谱系评价道：“中华统绪不绝如线。”

## 历史

### 历代传统
尊崇或祭祀历代贤明帝王是中国古代历朝沿袭的政治传统，如唐昭宗时，建汉昭烈庙，祭祀地点在涿州。宋宁宗时，地方官员先后在韶州和衡阳建立“舜庙”。女真人建立的金朝，在祭祀历代帝王时亦不懈怠，金朝规定，“前代帝王，三年一祭，于仲春之月，祭伏羲于陈州、神农于亳州、轩辕于居州……”，蒙古人建立的元朝亦继承了这一传统，从元世祖忽必烈到元仁宗、泰定帝、元文宗、元顺帝，皆在中原敕建古代帝王的祭祀庙宇并命人祭祀，如“仁宗延佑三年，修殷王墓，敕卫辉昌平守令修治，岁时致祭”。但因歷朝祭祀地点級別不统一情況，引起討論。元朝蒙古人進士答禄与权主張統一祭祀，明太祖朱元璋也曾批评这种情形，決定於洪武六年興建統一的历代帝王庙。

### 明朝兴建
历代帝王庙于明朝洪武六年（1373年）始建于京师钦天山（今北极阁）之南，供奉三皇五帝和夏禹、商汤、周武王、汉高祖、汉光武帝、隋文帝、唐太宗、宋太祖、元世祖共17位开国帝王，隨後於洪武二十一年廢祭隋文帝。
明朝嘉靖九年（1530年），嘉靖帝厘定祀典，乃决定按南京历代帝王庙的样式，在北京兴建历代帝王庙。据《明世宗实录》及《日下旧闻考》记载，当时右春坊右中允廖道南提议撤除灵济宫二徐真君（五代南唐宗室徐知证、徐知谔）的神像，改设历代帝王与历代名臣神位。礼部则认为灵济宫地方窄隘，不足以改设历代帝王庙。嘉靖帝乃命工部择其他地方建庙。
《明世宗实录》载，嘉靖十年正月十二日（1531年），工部上报兴建历代帝王庙新址为“阜城门内保安寺故址，旧为官地，改置神武后卫，而中官陈林鬻其余为私宅。地势整洁，且通西坛，可赎迁而鼎新之。奏入报可。”嘉靖十年二月十二日，嘉靖帝“躬祭历代帝王于文华殿。正殿分设帝王五坛一十六位，丹陛东西分设名臣四坛共三十七人。”嘉靖十年三月十七日（壬寅），“建历代帝王庙，遣工部尚书蒋瑶行祭礼，右侍郎钱如京提督工程”。嘉靖十年五月，“礼部议帝王庙名臣牌位，视太庙功臣式，帝王神牌量增高广，以别隆杀，帝王朱地金书，名臣赤地墨书。从之。”
《明世宗实录》载，嘉靖十年九月，翰林院修撰姚涞请求在北京和南京的历代帝王庙中均罢黜元世祖神位。“礼部覆议以为，胡元受命九世，世祖最贤，其一代之治有足称者。所谓夷狄而进于中国则中国之，亦春秋兴言之法。且自古帝王常优崇胜国，以昭忠厚，太祖神谋睿断，必有见于此，载在祀典百余年，于兹矣，宜遵旧制，庙祀如故。上从部议。”
《明世宗实录》载，嘉靖十年九月，北京历代帝王庙建成，嘉靖帝“命加督工右侍郎钱如京支从二品俸，员外张集等各升赏有差。”嘉靖十一年八月甲午（1532年），嘉靖帝至历代帝王庙躬祭历代帝王，翰林院侍讲学士廖道南以皇帝亲祭历代帝王礼成，敬献《景德崇圣颂》。北京历代帝王庙建成后，南京历代帝王庙被废弃，北京历代帝王庙成为中国唯一的历代帝王祭祀场所。
《明世宗实录》载，嘉靖二十四年二月庚子（1545年），礼部给事中陈棐请撤销历代帝王庙中的元世祖及木华黎、博尔忽、赤老温、伯颜等五人的神位，获嘉靖帝同意，同时还撤销了南京历代帝王庙中的元世祖像。

### 清朝重修
清兵入關之后，顺治帝增加祭祀元朝和辽朝、金朝帝王，并加祭各朝的贤臣，入祀帝王及贤臣多有调整。到顺治十七年六月再次调整后，入祀帝王25位、贤臣39位。《清史稿·圣祖本记三》载，康熙六十年四月（1721年），康熙帝命“诏厘定历代帝王庙崇祀祀典”。
《清圣祖实录》卷二九二载，康熙六十一年四月初六（1722年），康熙帝对过去只重视开国创业、忽视治国守业提出异议，并表示：“朕意以为，凡曾在位，除无道被弑、亡国之主外，应尽入庙崇祀”。《清圣祖实录》载，康熙六十一年十二月十一日，根据康熙帝的意见，礼部大臣确定最终入祀名单：正殿增祀夏、商、周、汉、唐、宋、金、元、明历代帝王143位，配殿增祀名臣40人。当时，康熙帝已驾崩，继位的雍正帝命按康熙帝谕旨，在历代帝王庙正殿和配殿增设增祀帝王及名臣的神牌。康熙六十一年十二月二十六日，增祀帝王及名臣的神牌安奉妥当，雍正帝派履郡王允祹赴历代帝王庙行礼致祭。当时，历代帝王庙享祀的历代帝王共有164位，名臣共有79位。
雍正七年（1729年），历代帝王庙重修。雍正十一年（1733年），重修竣工，雍正帝赐《御制重修历代帝王庙碑》碑文，立碑在历代帝王庙景德崇圣殿东南。雍正十二年二月乙丑（1734年），雍正帝御制历代帝王庙、关帝庙、都城隍庙碑文建亭告成，雍正帝命諴亲王允祕祭历代帝王庙，皇四子宝亲王弘历祭关帝庙，皇五子和亲王弘昼祭都城隍庙。
乾隆元年（1736），增祀建文帝、唐宪宗、金哀宗历代帝王庙。乾隆四十九年（1784）七月乙卯，乾隆皇帝下令将汉桓帝、灵帝罢祀撤出，增加东西晋、北魏、前后五代等二十一位帝王入祀。至此，历代帝王庙入祀的帝王人数达到了188位，时间涵盖从三皇五帝到明代，民族包含汉、鲜卑、契丹、女真、蒙古等。
乾隆三年九月（1738年），乾隆帝诣历代帝王庙行礼，书《御制戊午季秋祭历代帝王庙礼成纪述八韵》：“明禋稽古制，殷礼值秋时。肃肃旗常列，跄跄鹓鹭随。爽风开宝扇，旭门耀灵祠。两序陈钟鼓，千秋焕鼎彝。羹墙增忾慕，典籍信昭垂。对越严将祀，钦承俨若思。志曾希舜禹，心愧作君师。代谢固天运，孙曾鉴在兹。”
《清会典事例》载，乾隆十八年（1753年），“奏准：帝王庙门额书‘景德门’，增‘崇圣’二字。”《清高宗实录》载，乾隆二十七年二月（1762年），因为历代帝王庙重修，礼部尚书陈德华奏请将正殿覆瓦改为纯黄色，获乾隆帝准奏。乾隆二十九年三月癸丑（1764年），重修竣工，乾隆帝赴该庙祭祀历代帝王，并且写下《御制重修历代帝王庙碑》碑文和《御制重修历代帝王庙告成既奉神御复位爰以春祭恭临式瞻实枚用申诚肃诗》，刻石立碑于景德崇圣殿西南。
道光年间，历代帝王庙正殿曾经重修。道光二十年正月壬子（1840年），道光帝“谕内阁、现在历代帝王庙正殿。兴修尚未完工。二月二十八日，著即在祭器库致祭，设乐于庭，百官免其陪祀。”
据《清实录》载，同治四年（1865）四月己巳，“予周臣散宜生，北魏臣高允，从祀历代帝王庙，从吏科给事中高延祜请也。”同治四年议准：散宜生配飨历代帝王庙，位在东庑毕公高之次；高允配飨，为在西庑赵云之次。据光绪朝《钦定大清会典事例》载：“同治四年议准，散宜生，配飨历代帝王庙，位在东庑毕公高之次。高允，配飨位在西庑赵云之次。”对比嘉庆朝《会典》及光绪朝《会典》的《太常寺则例》记载的从享祀名臣人数、两庑从祀的祭器数量亦可印证。此二人不在帝王庙配祀名臣名单。
2002年10月31日，西城区文委统计了明朝嘉靖十一年（1532）至清朝宣统三年（1911）历代帝王庙祭祀情况，认为在380年历史中，共举办662次祭祀大典，其中皇帝亲祭的有16次，遣官祭祀的有646次。

### 衰败毁坏
民国元年（1912年），宣統退位之後，历代帝王庙祭祀停止。民国十一年（1922年），中华教育改进社借用历代帝王庙。民国十四年（1925年），孙中山病逝北京后，相关单位在历代帝王庙景德崇圣殿内举办了悼念活动。民国十八年（1929年）5月22日，帝王庙事务员王述谟汇报称，帝王庙原来被借给中华教育改进社使用，后来又将东院内东房三间借给中国国民党北平市第三区党部，如今又有讨逆军第五路军总指挥卫队营营长陈敦初率营部驻扎景德崇圣殿、东西配殿、东西看守房。同年6月8日，帝王庙事务员王述谟汇报称，驻扎该庙的讨逆军第五路军总指挥卫队营已在6月6日开拔，经过查点，该部队将景德崇圣殿的龛内后面板槽拆毁不少。
民国十八年（1929年）8月30日，帝王庙事务员王述谟汇报称，河北省国术馆占用景德门、景德崇圣殿。同年9月6日，河北省国术馆致函内政部北平坛庙管理所，申请借用景德门和景德崇圣殿。但北平坛庙管理所只准许其借用帝王庙后院，要求其保存屋内存放的祭器，不得变更建筑原状，一旦北平坛庙管理所需要，必须立刻退还后院。民国十九年（1930年）8月，河北省国术馆占用中国国民党北平市第三区党部退还的东院房屋；中华教育改进社遂致函河北省国术馆，希望河北省国术馆退还借用的房屋，以作为筹备中的北平幼稚师范学校的校址。民国二十年（1931年）5月1日，河北省国术馆致函内政部北平坛庙管理所，上报了借用房屋的使用情况与清单，并且汇报了中华教育改进社希望河北省国术馆退还所借房屋，作为北平幼稚师范学校校址之事。民国二十年（1931年）5月4日，内务部北平坛庙管理所复函河北省国术馆指出，河北省国术馆占用的中国国民党北平市第三区党部腾退之房屋并没有请示备案，同时又指出中华教育改进社借用帝王庙全部房屋之事已呈报内务部。
民国二十年（1931年）7月，国立北平研究院对历代帝王庙进行了测绘（测绘所得的全图中，祭器库已不存，西院建筑和《大清会典图》不相符）。坛庙登记记载称当时庙内有三家单位：中华教育改进社，河北省国术馆，北平幼稚师范学校筹备处；西配殿内的牌位在奉军驻防时被移到景德崇圣殿，西院房屋已残毁。
民国二十年（1931年）7月4日，北平幼稚师范学校在历代帝王庙设立。该学校的前身是香山慈幼院幼儿师范科，校址位于香山见心斋，幼儿师范科主任是张雪门。
民国二十三年（1934年），内务部将历代帝王庙移交给北平市政府，划归北平市管理坛庙事务所管理。民国二十四年（1935年）9月11日，中华教育改进社致函北平市管理坛庙事务所，表示该社精心使用历代帝王庙多年，虽经过三次驻军，但没有损毁，请示可否开放参观。北平市管理坛庙事务所令下属与中华教育改进社商定了参观办法。
民国二十四年（1935年）12月20日，北平市管理坛庙事务所所长陶履敦卸任，同副所长刘德明核查交接了历代帝王庙物品，并且将移存到大库祭器柜的188位帝王神牌、79位名臣神牌供进大殿神龛中。全部物品由中华教育改进社代为保管。民国二十六年（1937年）1月30日，北平市管理坛庙事物所修缮该庙。
抗日战争爆发后，北平幼稚师范学校部分搬迁到广西桂林。日本占领期间，1941年6月30日，汪精卫政权华北政务委员会北京特别市政府将位于历代帝王庙的“香山慈幼院女子中学”由私立改为公立，更名为“北京市立第三女子中学”。1945年国民政府光复北平后，称“北平市第三女子中学”。1949年中华人民共和国成立后，改名为“北京市第三女子中学”。1972年北京市撤销女校，北京市第三女子中学被统编为北京市第一五九中学。
1953年2月2日至2月26日，北京文物整理委员会对历代帝王庙牌楼进行了测绘，牌楼在测绘后被拆除。1953年6月10日，北京文物整理委员会测绘该庙，出有平面图。1958年大跃进期间，庙内的铁缸、铜缸等被捐献用来大炼钢铁。文化大革命爆发后，1966年，庙门前的下马碑遭到红卫兵砸毁、推倒并埋进地下。文化大革命期间，历代帝王及名臣神牌流出，被附近居民改制为板凳。1976年受唐山大地震波及，历代帝王庙大门歪闪，大殿、四座碑亭等建筑全被定为危房。

### 修复开放
1979年，历代帝王庙被公布为北京市文物保护单位。1983年5月24日，西城区文化文物局向西城区人民政府提交《关于修缮历代帝王庙，建立我区博物馆的报告》，建议将北京市第一五九中学迁出，修缮古建筑，筹建西城区博物馆。1985年3月18日，西城区文化文物局向西城区人民政府提交《关于修复开放历代帝王庙的请示》。1988年，北京市人民政府为历代帝王庙的排险修缮工程拨款。1991年10月19日至20日，北京电影学院音像出版社在历代帝王庙拍摄艾敬的电视音乐片《我的1997》。 1992年5月，北京电影制片厂的电影《离婚》在历代帝王庙拍摄。1993年5月20日，西城区文化文物局向西城区人民政府提交《关于抢修历代帝王庙的请示》。1993年12月24日，北京市文物局拨款20万元人民币修缮历代帝王庙。1994年，排险抢修了大殿、西配殿、碑亭等古建筑。1995年，按原貌修复大门、神库等古建筑。此后历代帝王庙又逐步接受了多次修缮，同时北京市第一五九中学的搬迁与历代帝王庙的修复开放工作受到了北京市、西城区的重视。1996年，历代帝王庙被公布为第四批全国重点文物保护单位。1999年6月28日，历代帝王庙下马碑出土。1999年7月，历代帝王庙影壁接受修缮，对影壁后面的公厕进行了改造。1999年12月22日，历代帝王庙修缮工程验收。
2000年5月15日，北京市文物局在《关于对历代帝王庙文物保护工作的复函》（京文物[2000]217号）中支持了西城区人民政府提出的搬迁北京市第一五九中学，将历代帝王庙交给西城区管理，修缮后建成博物馆开放的意见。2001年9月7日至8日，在西城区文物管理所主持下，对历代帝王庙门前的三座石桥基础开展了保护性发掘及测绘工作。2001年3月20日，历代帝王庙一期修缮工程开工。2004年，一至三期修缮工程完工。2003年1月，北京市第一五九中学迁出历代帝王庙。2003年1月28日，西城区在历代帝王庙举办交接仪式，历代帝王庙正式交还文物部门。2003年4月21日，西城区文化委员会上报北京市文物局，变更历代帝王庙的管理使用单位为西城区文化委员会下属的“北京历代帝王庙管理处”。2004年，历代帝王庙对外开放。历代帝王庙设为“北京历代帝王庙博物馆”。

## 建筑

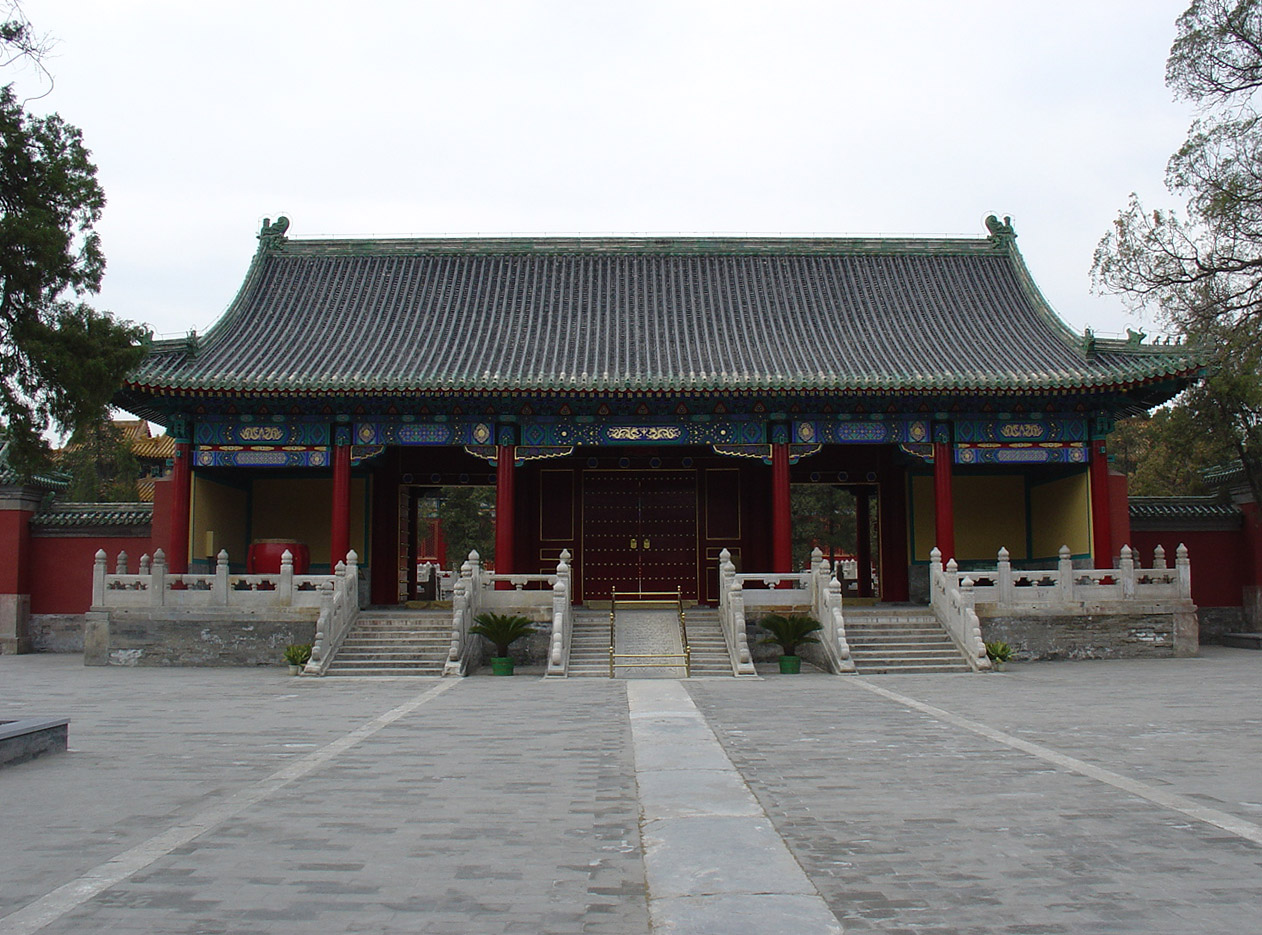
景德門

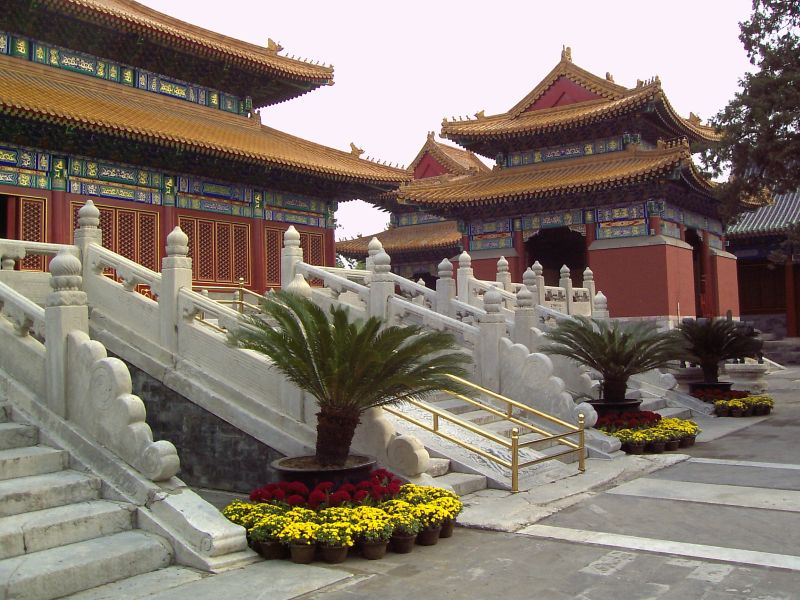
景德崇圣殿及东南碑亭

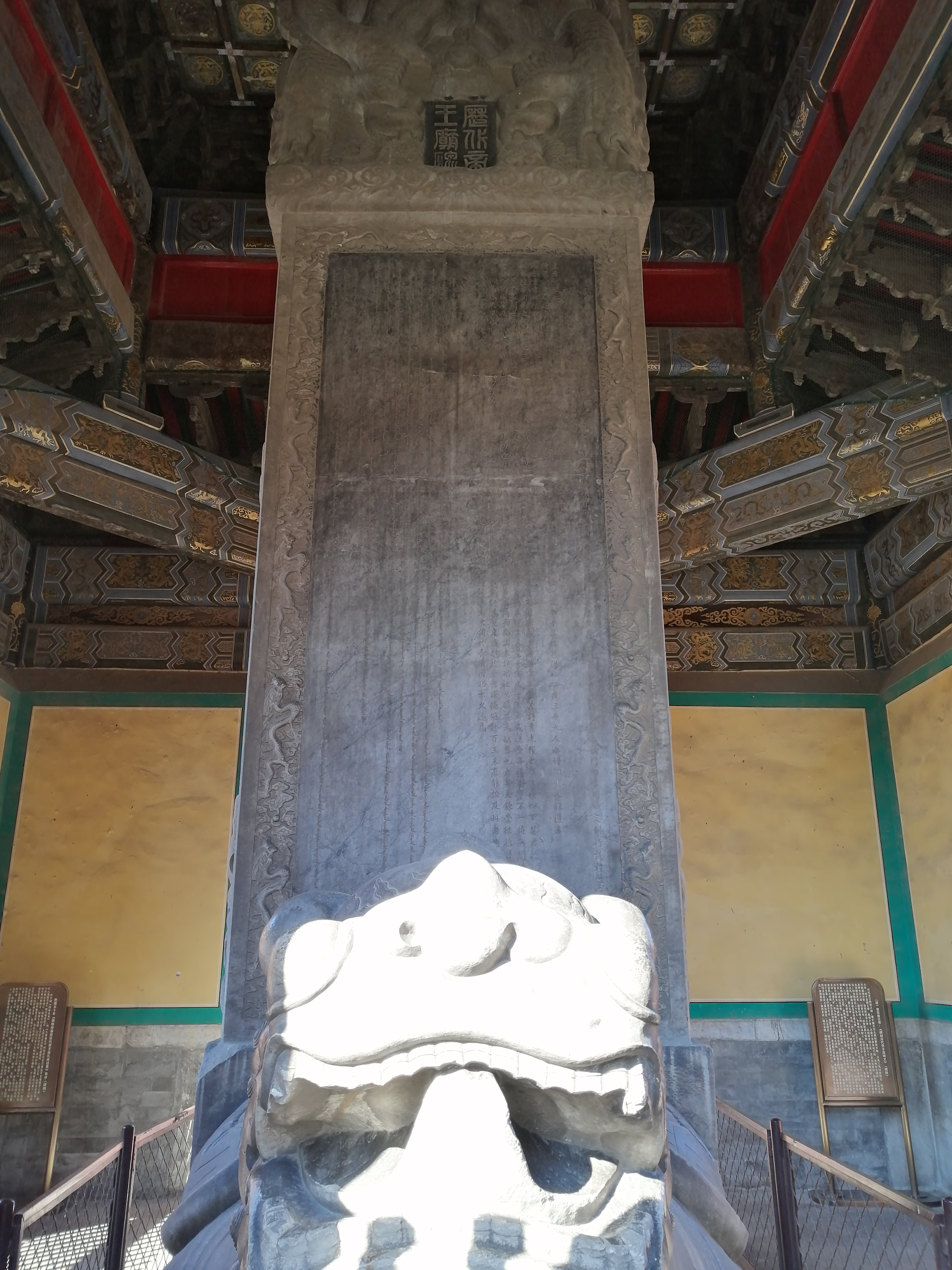
东南碑亭內的雍正帝御筆碑文

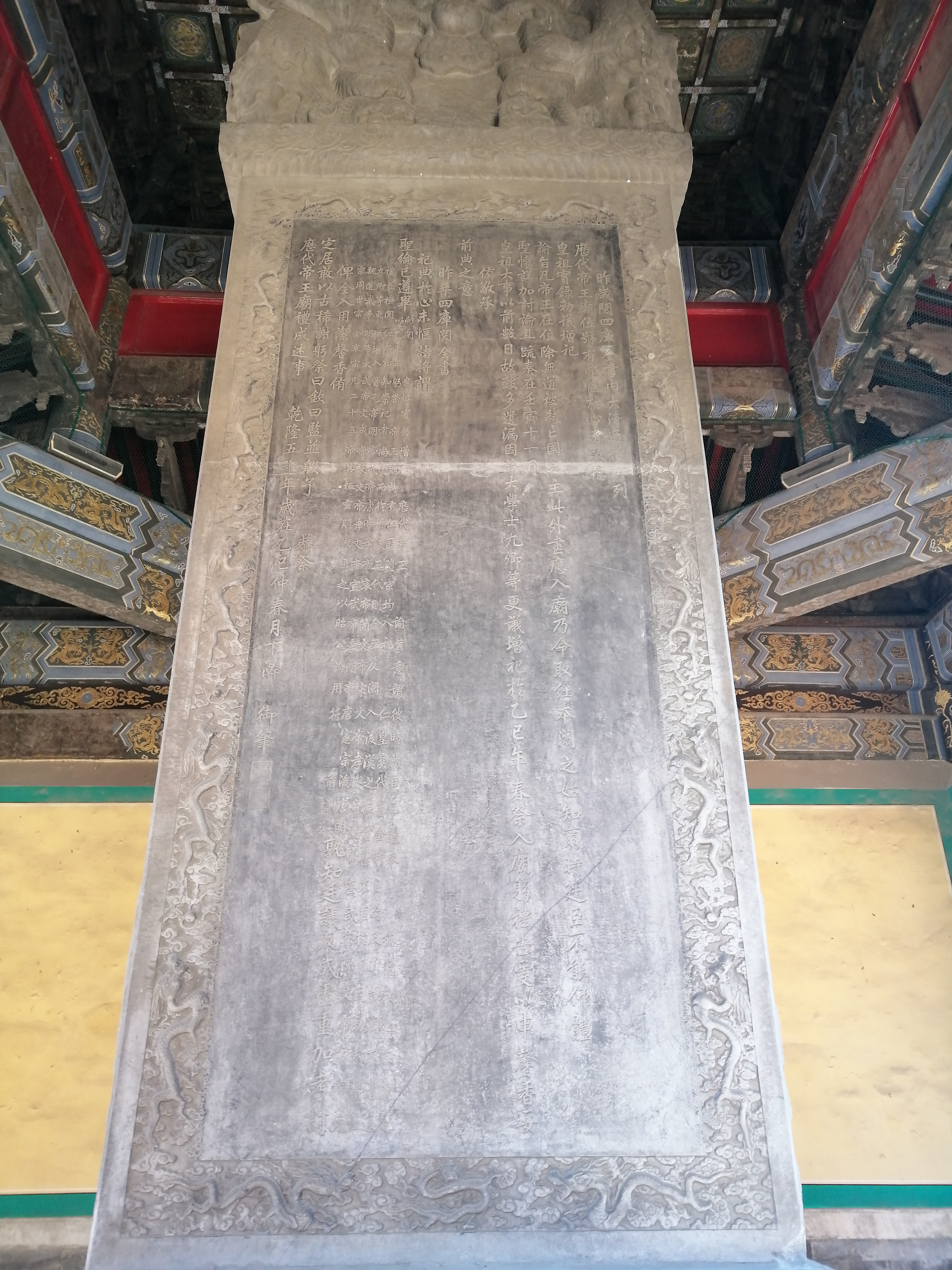
东南碑亭內的乾隆帝御筆碑文

西南碑亭內的乾隆帝御筆碑文

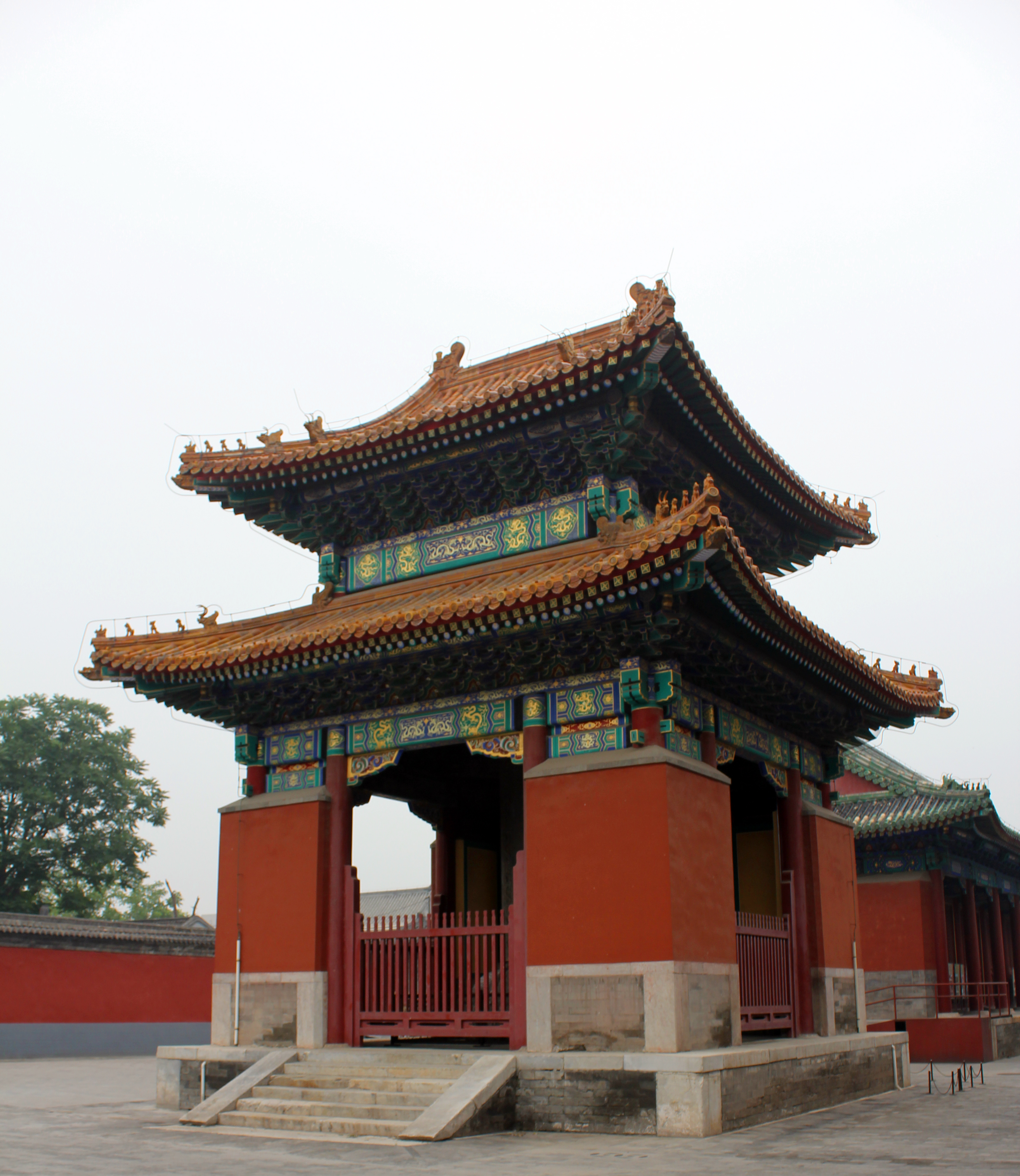
正东碑亭，后面是东配殿

历代帝王庙位于阜成门内大街北侧，坐北朝南。中轴线上自南至北原来依次为影壁、石桥、庙门、景德门、景德崇圣殿、祭器库。其中景德崇圣殿为正殿，其东西两侧共有四座御碑亭，以及东西配殿。历代帝王庙西院还有一座“庙中庙”——关帝庙。
- 影壁：位于阜成门内大街南侧。始建于明朝嘉靖九年（1530年），现存为嘉靖九年的原建筑。影壁东西长为32.4米，南北厚为1.35米，高度约为5.6米，硬山调大脊，绿琉璃筒瓦。影壁正中及四角有黄底绿琉璃浮雕纹饰，正中为琉璃团花，四角为琉璃岔角。这些琉璃纹饰曾在1950年代至1960年代遭受破坏，被用石灰浆封盖；1990年进行了修缮；1999年按照明代旧制重修。[7]
- 庙门：始建于明朝嘉靖九年（1530年），面阔三间，进深一间，单檐黑琉璃筒瓦绿剪边歇山顶，平身科单昂三踩斗栱，斗栱与梁枋上有彩绘，门扇为朱红色。庙门两侧有八字墙。庙门前后出陛，有汉白玉台阶，中央有云山纹御路。1994年庙门挑顶大修时，发现庙门为明代建筑，清代修缮时未更新。庙门内有甬道通往景德门。[7]
  - 石桥：共三座，位于庙门前的东西向旱河上。1954年由于道路改造而拆除。[7]
  - “景德街”牌楼：两座，分别位于庙门前东西两侧的阜成门内大街上，跨街而建。1954年由于道路改造而拆除。详见下文。
  - 下马碑：两座，立于清朝，碑座为长方形。东下马碑正面用满文、汉文、蒙古文镌刻“官员人等至此下马”，背面用回文、藏文、托忒文镌刻该句。西下马碑正面用回文、藏文、托忒文镌刻该句，背面用满文、汉文、蒙古文镌刻该句。乾隆《礼部则例》等书称其为“下马牌”，似乎原来是木牌，乾隆年间才换成石碑。木牌原来立在三座旱石桥以南的朱栅外，改为石碑后立在三座旱石桥的两侧，旱石桥拆除后，下马碑迁至庙门前两侧。文化大革命期间，下马碑被砸断，埋在地下。1999年10月，两块下马碑被掘出，随后于同年按原貌复立在庙门前两侧。
  - 旁门：庙门东西两侧有左、右旁门各一座。旁门内分别是东、西甬道，通往东、西掖门。[7]
- 景德门：始建于明朝嘉靖九年（1530年），面阔五间，进深三间，四周有汉白玉护栏，前后三出陛，中央为云山纹御路。单檐黑琉璃筒瓦绿剪边歇山顶调大脊，平身科为单昂三踩斗拱，旋子彩画，金莲水草天花。2002年修缮后，特留下一间清朝雍正年间的金莲水草天花。按照礼制，景德门平时紧锁，唯有皇帝前来亲祭历代帝王时才打开，专供皇帝出入。
  - 掖门：景德门东西两侧各有一座掖门，通往中院。掖门均为黑琉璃筒瓦绿剪边歇山顶调大脊。
  - 钟楼：位于庙门东侧旁门东北，地处东甬道以东。始建于明朝嘉靖九年（1530年），二层，重檐歇山顶，悬挂祭祀朝钟。朝钟后来毁灭，毁灭时间不详。如今钟楼内悬挂着2004年仿明朝永乐年制“金镛”。历代帝王庙不设鼓楼，仅设钟楼。[7]
  - 古槐：位于钟楼南侧，是一株国槐，可能是明朝保安寺的遗物。
- 景德崇圣殿：始建于明朝嘉靖九年（1530年），为历代帝王庙的正殿，采用中国古建筑的最高形制。景德崇圣殿取“景仰德政，崇尚圣贤”之意。该殿面阔九间（51米），进深五间（27米），重檐庑殿顶，立有60根金丝楠木柱，地面墁金砖。清朝雍正、乾隆时期曾经大修，将该殿及御碑亭的绿琉璃筒瓦顶更换为黄琉璃筒瓦顶，并重绘金龙和玺彩画。清朝乾隆时期，殿内主祀三皇五帝、历代帝王188人的神牌。该殿坐落在高大的台基上，殿前设有月台，月台东西长27米，南北宽15.5米，东面、南面、西面有石护栏，南面三出陛，中央是云山纹御路，东面、西面各出一陛。明间内悬挂有乾隆帝御题匾额“报功观德”，两侧柱子上悬挂有乾隆帝御题对联“治统溯钦承法戒兼资洵哉古可为鉴，政经崇秩祀实枚式焕穆矣神其孔安”。[7]
  -     - 神龛及神牌：殿内神龛及神牌等全部物品原已无存，现按原貌恢复。现在殿内分为七座神龛，神龛上有毗卢帽，刷有足金。七座神龛内供奉188名历代帝王的神牌：中心龛位供奉三皇，左一龛（中心龛位东侧第一龛）供奉五帝，右一龛供奉夏、商40位帝王，左二龛供奉周朝32位帝王，右二龛供奉两汉、三国、东晋、南北朝40位帝王，左三龛供奉唐、五代、辽、宋38位帝王，右三龛供奉金、元、明30位帝王。神牌为赤底金书，原来由雍正帝御题。文化大革命期间，神牌被周边居民拿走制作小板凳等家具，至今尚无一件原物被发现。如今该殿修复后所立神牌上的字是用电脑打出的楷书字体。每座龛位前，都设有成套相同的祭器案、俎案、香案。最靠近每座龛位的是一祭器案，案上摆放青铜爵、登、豆、簋、簠、铏以及竹笾、篚等祭器。祭器案南侧为一俎案，按照古制，祭祀帝王用“太牢”，每个俎案摆放猪头、牛头、羊头各一个。俎案南侧为一香案，上面放有一香炉、二烛台。殿内东西两侧放置有祭祀时使用的乐器、仪仗等物。[7]

  - 东燎炉：位于东掖门内东侧。始建于明朝嘉靖九年（1530年），绿色琉璃燎炉，可能用来焚烧祭祀历代帝王的祝文、神帛等等。2004年复建。[7]
  - 西燎炉：位于西掖门内西侧。始建于明朝嘉靖九年（1530年），灰砖灰瓦顶燎炉，可能用来焚烧祭祀历代名臣的祝文、神帛等等。2004年复建。[7]
  - 东配殿：位于景德崇圣殿前东侧，坐落在平直台基上。面阔七间（33.4米），进深三间（14.6米），一出陛、八级。黑琉璃瓦绿剪边歇山顶，平身科为单昂三踩斗拱,旋子彩画，井口天花，砖铺地。原来除了面向院内的一面为木制并列的格扇外，其他三面都是砖砌厚墙，如今的窗户是1949年后拆除砖墙安装的。原先殿内崇祀40位文臣，按照古制，祭祀功臣用“少牢”，每个俎案摆放猪头、羊头各一个。功臣牌位为赤地墨书，体量比帝王牌位要小。殿内原物已无存。如今该殿作为展室对外开放。[7]
  - 西配殿：位于景德崇圣殿前西侧，与东配殿形制相同。原先殿内崇祀39位武将，祭祀也用“少牢”。殿内原物已无存。如今该殿作为展室对外开放。[7]
  - 正东碑亭：位于景德崇圣殿东侧。建于清朝乾隆年间，黄琉璃瓦重檐歇山顶，海水江崖石雕地面。立有乾隆五十年（1785年）《御制祭历代帝王庙礼成恭记》碑，满汉合文。碑下有趺座，上有碑额，整座碑通高7.54米。 [7]
  - 东南碑亭：位于景德崇圣殿东南侧。建于清朝雍正年间，黄琉璃瓦重檐歇山顶，海水江崖石雕地面。立有雍正、乾隆“父子碑”，碑阳是雍正十一年（1733年）《御制历代帝王庙碑》碑文，满汉合文；碑阴是乾隆五十年（1785年）《御制历代帝王庙礼成述事》文，汉文。碑下有趺座，上有碑额，整座碑通高7.53米。[7]
  - 正西碑亭：位于景德崇圣殿西侧。建于清朝雍正年间，黄琉璃瓦重檐歇山顶，海水江崖石雕地面。立有“无字碑”。碑下有趺座，上有碑额，整座碑通高7.83米。[7]
  - 西南碑亭：位于景德崇圣殿西南侧。建于清朝乾隆年间，黄琉璃瓦重檐歇山顶，海水江崖石雕地面。立有乾隆二十九年（1764年）御制碑，碑阳是《御制重修历代帝王庙碑》碑文，满汉合文，碑阴为《御制历代帝王庙瞻礼诗》文，汉文。碑下有趺座，上有碑额，整座碑通高6米。[7]
  - 古炮群：位于西配殿西北侧。2000年代，历代帝王庙修缮过程中，在庙内西部出土了多门古炮。历代帝王庙以西的北京大学人民医院院内，也曾在施工中出土多门古炮。这些古炮可能和明朝兴建历代帝王庙前，该地为神武后卫所在地有关。
  - 老树：位于西配殿西北侧，古炮群南侧。
- 祭器库：位于景德崇圣殿正北，是整个历代帝王庙最北的建筑，其后面几米处就是该庙北侧围墙。祭器库始建于明朝嘉靖九年（1530年）。单檐歇山顶，面阔五间，进深一间，前后带有廊步。祭器库是存放祭祀物品的场所。2003年复建。[7]

庙门至景德门之间，东西两侧各有一院，分别开有一个院门，朝向景德门前的院落。
- 东院：包括神厨、神库、宰牲亭、井亭。祭祀大典举行前两天，朝廷派员挑选牛羊猪作为祭品，随后在宰牲亭内宰杀。神厨用来制作祭品，祭品制成后放在神库内，供祭祀大典使用。[7]
  - 神厨：位于东院北侧，坐北朝南，始建于明朝嘉靖九年（1530年），现存建筑为明代原建筑。黑琉璃瓦绿剪边硬山顶，面阔三间，进深一间，带有前廊步。内室彻上明造，不设天花，红帮青衣椽子，雄黄玉彩画（意在防虫防腐。2004年前修复时因雄黄难寻，改用米黄）。梁枋彩画上方不画，一色青，寓意“普照乾坤”；下方仅画一道黑杠，寓意“一统天下”。神厨是祭品的制作场所。如今作为展室对外开放。[7]
  - 神库：位于东院东侧，坐东朝西，始建于明朝嘉靖九年（1530年），现存建筑为明代原建筑。黑琉璃瓦绿剪边硬山顶，面阔三间，进深一间，带有前廊步。室内装修与神厨相同。神库是祭品的存放场所。如今神库内设有《三皇五帝与百家姓》展览，介绍中国常见姓氏自三皇五帝的源头。[7]
  - 宰牲亭：位于东院东南侧，坐东朝西，始建于明朝嘉靖九年（1530年），现存建筑为明代原建筑。黑琉璃瓦绿剪边重檐歇山顶。宰牲亭是宰杀牺牲的场所，又称打牲亭。宰牲亭内设有石槽，用于洗涤祭品。[7]
  - 井亭：位于东院西南侧，始建于明朝嘉靖九年（1530年），是历代帝王庙最矮的建筑。井亭用于清洗牺牲、调制祭祀羹汤。井亭屋面是灰色小筒瓦盝顶，中心露空，和井口相对，取“天地一气”之意。井深七至八米，现已枯。井口的石墩曾经被占用历代帝王庙的学校用作旗杆石。[7]
- 西院：进入院门为一东西向的甬道，甬道北侧并列有两个院落，甬道南侧有一个院落。
  - 关帝庙：位于甬道北侧靠东的院落内北侧，坐北朝南，清朝增建。硬山顶，面阔三间，进深一间，带有前廊。关帝庙专门祭祀关羽，是历代帝王庙的“庙中庙”。2003年复建。关帝庙最早见于清朝嘉庆年间编纂的《大清会典》，由此推测，关帝庙至迟出现于乾隆末期。殿外廊柱的楹联为“浩气丹心万古忠诚昭日月，佑民福国千秋俎豆永河山”。该庙内的原状已不可考，如今在庙内正面有一神龛，龛内有关羽帝服金身塑像，其脸为金色，神龛上方悬挂匾额“神勇”，神龛两侧对联为“功高当世允文允武，德被生民乃圣乃神”。庙内东侧朝西为关平塑像，西侧朝东为周仓塑像。[7]
    - 西厢房：位于关帝庙前西侧，是介于甬道北侧两个院落之间的一座房屋，坐西朝东。其内举办《悲壮人生、千古神圣（关公文化展）》，以身卧当阳、头枕洛阳、魂归故乡、位尊帝王庙为主线，讲述了关羽死后获得的尊崇。

  - 祭器库：位于甬道北侧靠西的院落内北侧，坐北朝南，清朝增建。硬山顶，面阔三间，进深一间，带有前廊。祭器库是存放祭器的场所。2003年复建。现为办公用房。[7]
    - 斋宿房：位于祭器库前西侧，坐西朝东，清朝增建。硬山顶，面阔五间，进深一间。斋宿房是监督制作祭品、摆放祭器与乐器的官员吃斋住宿的场所。2003年复建。现为办公用房。[7]

  - 典守房：位于甬道南侧偏西，其东侧就是甬道南侧院落的院门。典守房坐南朝北，清朝增建。硬山顶，面阔三间，进深一间，带有前廊。典守房是看守官员的办公场所。2003年复建。现为办公用房。[7]
  - 乐舞执事房：位于甬道南侧院落内偏东，坐西朝东，清朝增建。硬山顶，面阔五间，进深一间。乐舞执事房是主管祭祀乐舞官员的办公场所。现为办公用房。[7]

### “景德街”牌楼

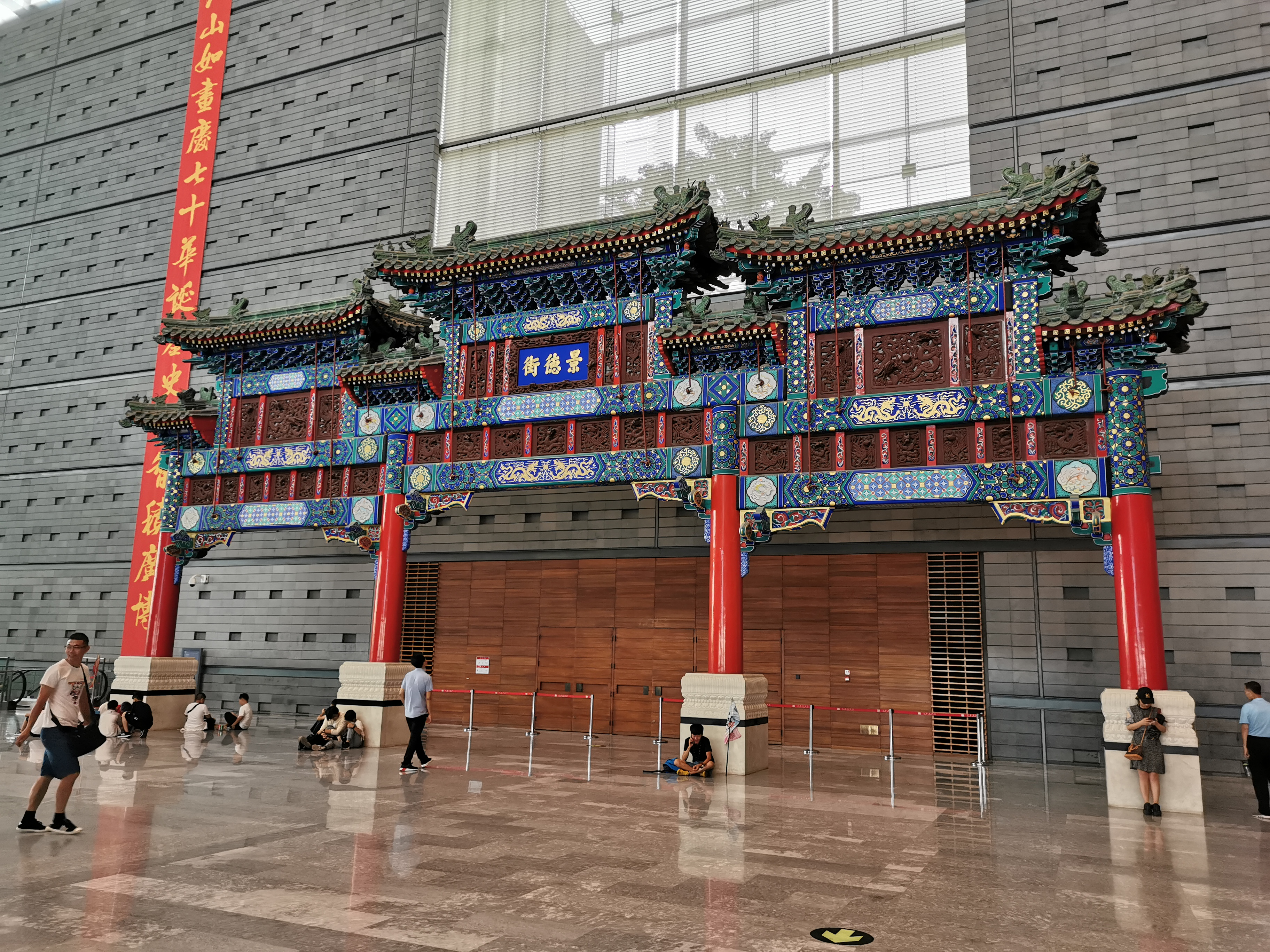
首都博物館藏景德街紀念牌坊

阜成门内大街上，景德门前的东西两侧原来各有一座牌楼，形制大致相同，因为匾额上有“景德街”三字，故通称“景德街”牌楼。建筑学家梁思成评价：“北京的古牌楼数这两座构造形式最好，雕作最为精美；牌楼装点着街市景观，从它的东面向西面望去，有阜成门城楼的衬托，晴天时可看到西山，尤其傍晚日落时特别美。”梁思成多次呼吁保护这两座牌楼。
1950年代初，北京城市建设及市政改造掀起高潮，城楼和城墙先后遭到拆毁，马路拓宽。在古建筑拆除的第一波浪潮中，“景德街”牌楼因身份特殊而幸免。但有关部门对街市牌楼进行勘测时，发现景德街东牌楼南侧柱子下沉。交通部门也反映：“女三中（历代帝王庙）门前牌楼影响交通，仅1950年12月一个月就发生交通事故3次，造成人员伤亡和牌楼被撞损。”北京市人民政府最终在1953年决定拆除“景德街”牌楼。
经梁思成多次请求，“景德街”牌楼在拆除过程中受到小心对待，构件榫卯禁止用大锯锯断，拆卸中要保持构件及榫卯的完整性。1954年1月，北京市建设局养路工程事物所组织人力，拆卸“景德街”牌楼。拆卸前，进行了拍摄、测量构件、绘制图样等工作，拆卸时详细登记了构件。拆卸后构件存在北京市建设局阜城门外的后库内。“景德街”牌楼的拆除，令梁思成伤心掉泪好多天。
2001年，中华人民共和国国务院正式批准首都博物馆新馆建设工程。人们决定在建馆工程建设的同时，在大厅内复建“景德街”牌楼，以免建成后有碍牌楼运入，因此牌楼成为第一件进入首都博物馆新馆的文物，也是第一件入馆的展品。原有两座牌楼的构件由于损坏遗失，只能复原为一座牌楼。在数月时间内，这座牌楼安装就位，牌楼正面按原有风格绘制了彩画，背面根据“修旧如旧”原则保留原貌。2005年12月16日，首都博物馆新馆举行建成典礼，对外开放。在占地面积2000平方米、高34米的礼仪大厅最北面，就是牌楼。牌楼高9.74米、宽21.86米。四根立在汉白玉柱石上的红色立柱，支着金龙合玺彩画的门额及七座绿色琉璃瓦顶。牌楼正中上方的蓝色匾额上，写有“景德街”三个金字。

## 入祀人物
入祀人物包括景德崇圣大殿内的历代帝王、两配殿内的文武大臣及关帝庙中的关羽。

### 景德崇聖殿
| 王朝 | 入祀人物              |
| ---- | --------------------- |
| 三皇 | 太昊伏羲氏            |
| 三皇 | 炎帝神農氏            |
| 三皇 | 黃帝軒轅氏            |
| 五帝 | 少昊                  |
| 五帝 | 顓頊                  |
| 五帝 | 嚳                    |
| 五帝 | 堯                    |
| 五帝 | 舜                    |
| 夏朝 | 禹                    |
| 夏朝 | 啟                    |
| 夏朝 | 中康                  |
| 夏朝 | 少康                  |
| 夏朝 | 杼                    |
| 夏朝 | 槐                    |
| 夏朝 | 芒                    |
| 夏朝 | 泄                    |
| 夏朝 | 不降                  |
| 夏朝 | 扃                    |
| 夏朝 | 廑                    |
| 夏朝 | 孔甲                  |
| 夏朝 | 皋                    |
| 夏朝 | 發                    |
| 商朝 | 湯（履）              |
| 商朝 | 太甲（至）            |
| 商朝 | 沃丁（絢）            |
| 商朝 | 大庚（辯）            |
| 商朝 | 小甲（高）            |
| 商朝 | 雍己（伷）            |
| 商朝 | 太戊（密）            |
| 商朝 | 中丁（莊）            |
| 商朝 | 外壬（發）            |
| 商朝 | 河亶甲（整）          |
| 商朝 | 祖乙（滕）            |
| 商朝 | 祖辛（旦）            |
| 商朝 | 沃甲（踰）            |
| 商朝 | 祖丁（新）            |
| 商朝 | 南庚（更）            |
| 商朝 | 陽甲（和）            |
| 商朝 | 盤庚（旬）            |
| 商朝 | 小辛（頌）            |
| 商朝 | 小乙（斂）            |
| 商朝 | 武丁（昭）            |
| 商朝 | 祖庚（躍）            |
| 商朝 | 祖甲（載）            |
| 商朝 | 廩辛（先）            |
| 商朝 | 庚丁（囂）            |
| 商朝 | 文丁（托）            |
| 商朝 | 帝乙（羨）            |
| 西周 | 周武王（發）          |
| 西周 | 周成王（誦）          |
| 西周 | 周康王（釗）          |
| 西周 | 周昭王（瑕）          |
| 西周 | 周穆王（滿）          |
| 西周 | 周共王（繄扈）        |
| 西周 | 周懿王（囏）          |
| 西周 | 周孝王（辟方）        |
| 西周 | 周夷王（燮）          |
| 西周 | 周宣王（靜）          |
| 東周 | 周平王（宜臼）        |
| 東周 | 周桓王（林）          |
| 東周 | 周莊王（佗）          |
| 東周 | 周僖王（胡齊）        |
| 東周 | 周惠王（聞）          |
| 東周 | 周襄王（鄭）          |
| 東周 | 周頃王（壬臣）        |
| 東周 | 周匡王（班）          |
| 東周 | 周定王（瑜）          |
| 東周 | 周簡王（夷）          |
| 東周 | 周靈王（泄心）        |
| 東周 | 周景王（貴）          |
| 東周 | 周悼王（猛）          |
| 東周 | 周敬王（匄）          |
| 東周 | 周元王（仁）          |
| 東周 | 周貞定王（介）        |
| 東周 | 周考王（嵬）          |
| 東周 | 周威烈王（午）        |
| 東周 | 周安王（驕）          |
| 東周 | 周烈王（喜）          |
| 東周 | 周顯王（扁）          |
| 東周 | 周慎靚王（定）        |
| 西漢 | 漢高帝 劉邦           |
| 西漢 | 漢惠帝 劉盈           |
| 西漢 | 漢文帝 劉恆           |
| 西漢 | 漢景帝 劉啟           |
| 西漢 | 漢武帝 劉徹           |
| 西漢 | 漢昭帝 劉弗陵         |
| 西漢 | 漢宣帝 劉詢           |
| 西漢 | 漢元帝 劉奭           |
| 西漢 | 漢成帝 劉驁           |
| 西漢 | 漢哀帝 劉欣           |
| 東漢 | 漢光武帝 劉秀         |
| 東漢 | 漢明帝 劉莊           |
| 東漢 | 漢章帝 劉炟           |
| 東漢 | 漢和帝 劉肇           |
| 東漢 | 漢殤帝 劉隆           |
| 東漢 | 漢安帝 劉祜           |
| 東漢 | 漢順帝 劉保           |
| 東漢 | 漢沖帝 劉炳           |
| 蜀漢 | 漢昭烈帝 劉備         |
| 東晉 | 晉元帝 司馬睿         |
| 東晉 | 晉明帝 司馬紹         |
| 東晉 | 晉成帝 司馬衍         |
| 東晉 | 晉康帝 司馬岳         |
| 東晉 | 晉穆帝 司馬聃         |
| 東晉 | 晉哀帝 司馬丕         |
| 東晉 | 晉簡文帝 司馬昱       |
| 北魏 | 魏道武帝 拓跋珪       |
| 北魏 | 魏明元帝 拓跋嗣       |
| 北魏 | 魏太武帝 拓跋燾       |
| 北魏 | 魏文成帝 拓跋濬       |
| 北魏 | 魏獻文帝 拓跋弘       |
| 北魏 | 魏孝文帝 元宏         |
| 北魏 | 魏宣武帝 元恪         |
| 北魏 | 魏孝明帝 元詡         |
| 劉宋 | 宋文帝 劉義隆         |
| 劉宋 | 宋孝武帝 劉駿         |
| 劉宋 | 宋明帝 劉彧           |
| 南齊 | 齊武帝 蕭賾           |
| 陳朝 | 陳文帝 陳蒨           |
| 陳朝 | 陳宣帝 陳頊           |
| 唐朝 | 唐高祖 李淵           |
| 唐朝 | 唐太宗 李世民         |
| 唐朝 | 唐高宗 李治           |
| 唐朝 | 唐睿宗 李旦           |
| 唐朝 | 唐玄宗 李隆基         |
| 唐朝 | 唐肅宗 李亨           |
| 唐朝 | 唐代宗 李豫           |
| 唐朝 | 唐德宗 李适           |
| 唐朝 | 唐順宗 李誦           |
| 唐朝 | 唐憲宗 李純           |
| 唐朝 | 唐穆宗 李恆           |
| 唐朝 | 唐文宗 李昂           |
| 唐朝 | 唐武宗 李瀍           |
| 唐朝 | 唐宣宗 李忱           |
| 唐朝 | 唐懿宗 李漼           |
| 唐朝 | 唐僖宗 李儇           |
| 後唐 | 唐明宗 李亶           |
| 後周 | 周世宗 柴榮           |
| 遼朝 | 遼太祖 耶律阿保機     |
| 遼朝 | 遼太宗 耶律德光       |
| 遼朝 | 遼景宗 耶律賢         |
| 遼朝 | 遼聖宗 耶律隆緒       |
| 遼朝 | 遼興宗 耶律宗真       |
| 遼朝 | 遼道宗 耶律洪基       |
| 北宋 | 宋太祖 趙匡胤         |
| 北宋 | 宋太宗 趙炅           |
| 北宋 | 宋真宗 趙恆           |
| 北宋 | 宋仁宗 趙禎           |
| 北宋 | 宋英宗 趙曙           |
| 北宋 | 宋神宗 趙頊           |
| 北宋 | 宋哲宗 趙煦           |
| 南宋 | 宋高宗 趙構           |
| 南宋 | 宋孝宗 趙眘           |
| 南宋 | 宋光宗 趙惇           |
| 南宋 | 宋寧宗 趙擴           |
| 南宋 | 宋理宗 趙昀           |
| 南宋 | 宋度宗 趙禥           |
| 南宋 | 宋端宗 趙昰           |
| 金朝 | 金太祖 完顏阿骨打     |
| 金朝 | 金太宗 完顏晟         |
| 金朝 | 金世宗 完顏雍         |
| 金朝 | 金章宗 完顏璟         |
| 金朝 | 金宣宗 完顏珣         |
| 金朝 | 金哀宗 完顏守緒       |
| 元朝 | 元太祖 鐵木真         |
| 元朝 | 元太宗 窩闊台         |
| 元朝 | 元定宗 貴由           |
| 元朝 | 元憲宗 蒙哥           |
| 元朝 | 元世祖 忽必烈         |
| 元朝 | 元成宗 鐵穆耳         |
| 元朝 | 元武宗 海山           |
| 元朝 | 元仁宗 愛育黎拔力八達 |
| 元朝 | 泰定帝 也孫鐵木兒     |
| 元朝 | 元文宗 圖帖睦爾       |
| 元朝 | 元寧宗 懿璘質班       |
| 明朝 | 洪武帝 朱元璋         |
| 明朝 | 建文帝 朱允炆         |
| 明朝 | 永樂帝 朱棣           |
| 明朝 | 洪熙帝 朱高熾         |
| 明朝 | 宣德帝 朱瞻基         |
| 明朝 | 明英宗 朱祁鎮         |
| 明朝 | 景泰帝 朱祁鈺         |
| 明朝 | 成化帝 朱見深         |
| 明朝 | 弘治帝 朱祐樘         |
| 明朝 | 正德帝 朱厚照         |
| 明朝 | 嘉靖帝 朱厚熜         |
| 明朝 | 隆慶帝 朱載坖         |
| 明朝 | 崇禎帝 朱由檢         |

### 东西配殿
| 王朝 | 入祀人物 |
| ---- | -------- |
| 三皇 | 風后     |
| 三皇 | 倉頡     |
| 五帝 | 夔       |
| 五帝 | 伯夷     |
| 商朝 | 伊尹     |
| 商朝 | 傅說     |
| 西周 | 召公奭   |
| 西周 | 畢公高   |
| 西周 | 召穆公   |
| 西周 | 仲山甫   |
| 西漢 | 張良     |
| 西漢 | 曹参     |
| 西漢 | 周勃     |
| 西漢 | 魏相     |
| 東漢 | 鄧禹     |
| 東漢 | 耿弇     |
| 蜀漢 | 諸葛亮   |
| 唐朝 | 房玄齡   |
| 唐朝 | 李靖     |
| 唐朝 | 宋璟     |
| 唐朝 | 郭子儀   |
| 唐朝 | 許遠     |
| 唐朝 | 李晟     |
| 唐朝 | 裴度     |
| 北宋 | 曹彬     |
| 北宋 | 李沆     |
| 北宋 | 王曾     |
| 北宋 | 富弼     |
| 北宋 | 文彥博   |
| 南宋 | 李綱     |
| 南宋 | 韓世忠   |
| 南宋 | 文天祥   |
| 金朝 | 完顏宗翰 |
| 元朝 | 穆呼哩   |
| 元朝 | 布呼密   |
| 明朝 | 徐達     |
| 明朝 | 常遇春   |
| 明朝 | 楊士奇   |
| 明朝 | 于謙     |
| 明朝 | 劉大夏   |

| 王朝 | 入祀人物 |
| ---- | -------- |
| 三皇 | 力牧     |
| 五帝 | 皋陶     |
| 五帝 | 龍       |
| 五帝 | 伯益     |
| 商朝 | 仲虺     |
| 西周 | 周公旦   |
| 西周 | 太公望   |
| 西周 | 吕侯     |
| 西周 | 方叔     |
| 西周 | 尹吉甫   |
| 西漢 | 蕭何     |
| 西漢 | 陳平     |
| 西漢 | 劉章     |
| 西漢 | 丙吉     |
| 東漢 | 馮異     |
| 東漢 | 馬援     |
| 蜀漢 | 趙雲     |
| 唐朝 | 杜如晦   |
| 唐朝 | 狄仁傑   |
| 唐朝 | 姚崇     |
| 唐朝 | 張巡     |
| 唐朝 | 李泌     |
| 唐朝 | 陸贄     |
| 遼朝 | 耶律曷鲁 |
| 北宋 | 呂蒙正   |
| 北宋 | 寇準     |
| 北宋 | 范仲淹   |
| 北宋 | 韓琦     |
| 北宋 | 司馬光   |
| 南宋 | 趙鼎     |
| 南宋 | 岳飛     |
| 金朝 | 完颜斡鲁 |
| 金朝 | 完顏宗望 |
| 元朝 | 伯顏     |
| 元朝 | 脫脫     |
| 明朝 | 劉基     |
| 明朝 | 李文忠   |
| 明朝 | 楊榮     |
| 明朝 | 李賢     |

### 關帝廟
| 王朝 | 入祀人物 |
| ---- | -------- |
| 蜀漢 | 關羽     |